# Semente de papoula

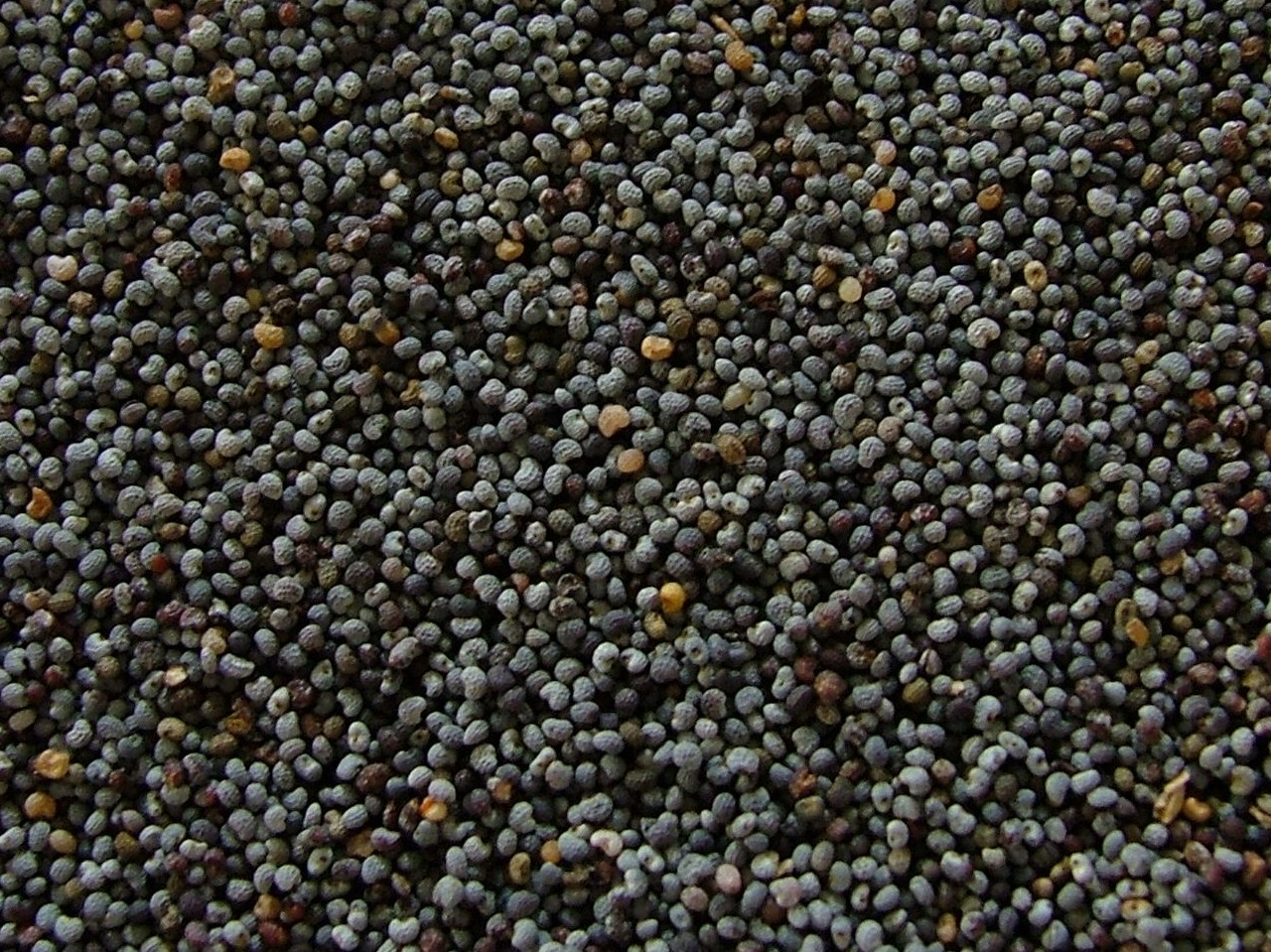
Sementes de papoula de ópio preto a granel.

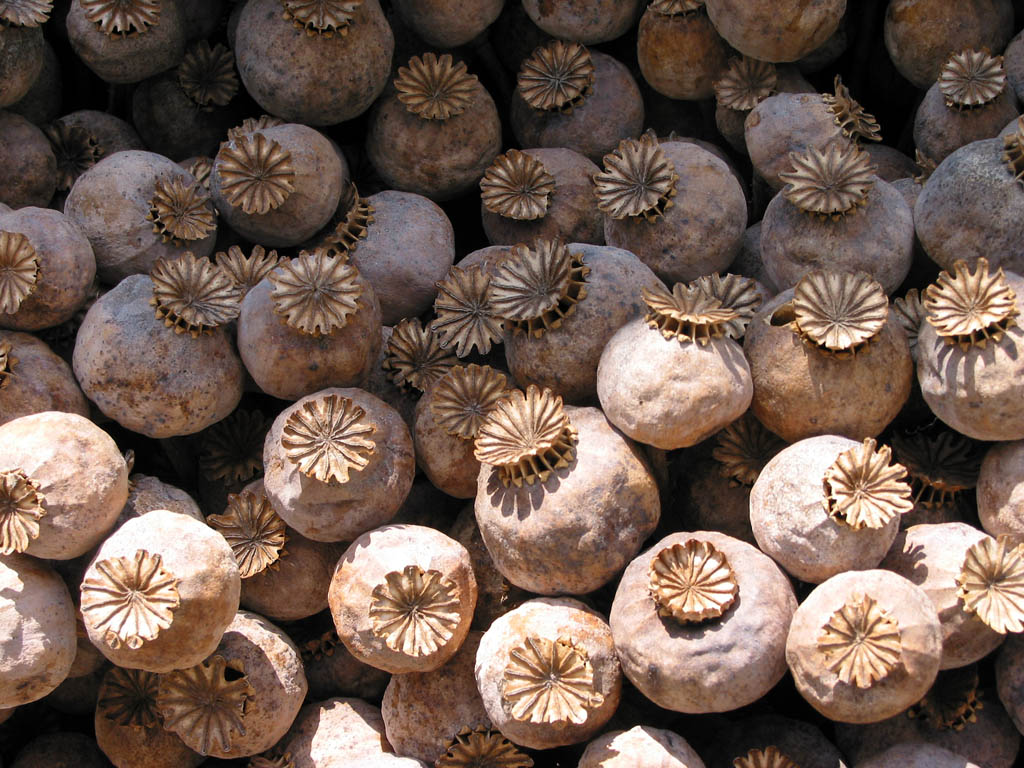
Vagens secas de sementes de papoula contendo sementes maduras.

A semente de papoula é uma semente oleaginosa obtida da papoula do ópio (Papaver somniferum). As pequenas sementes em forma de rim são colhidas das vagens secas por várias civilizações há milhares de anos. Ainda é amplamente utilizada em muitos países, especialmente na Europa Central e no sul da Ásia, onde é legalmente cultivada e vendida em lojas. As sementes são usadas inteiras ou moídas em farinha como ingrediente em muitos alimentos, especialmente em bolos e pães, e são prensadas para produzir óleo de papoula.

## História

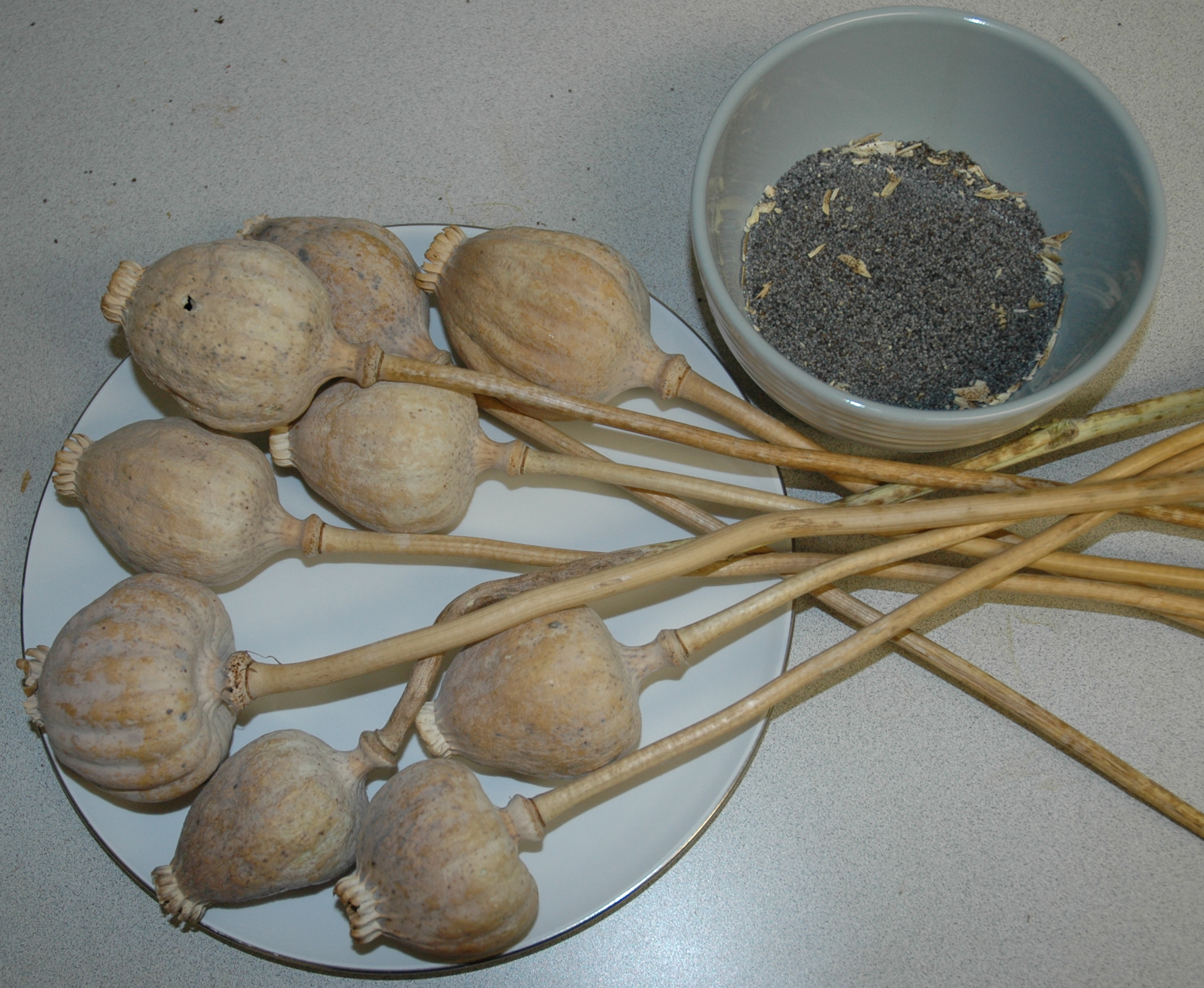
Vagens de sementes de papoula secas com as hastes presas (palhas de papoula) e sementes (em uma tigela)

A semente de papoula é mencionada em textos médicos antigos de muitas civilizações. Por exemplo, o rolo de papiro egípcio chamado Papiro Ebers, escrito por volta de 1550 a.C., lista a semente de papoula como um sedativo. A civilização minóica (aproximadamente 2700 a 1450 a.C.), uma civilização da Idade do Bronze que surgiu na ilha de Creta, cultivava papoulas para obter suas sementes e usava uma mistura de leite, ópio e mel para acalmar bebês que choravam. Os sumérios são outra civilização que cultivou sementes de papoula.

## Descrição
As sementes de papoula têm menos de um milímetro de comprimento, possuem formato de rim e têm uma superfície sem caroço. São necessárias cerca de 3.300 sementes de papoula para formar um grama e entre 1 e 2 milhões de sementes para formar aproximadamente meio quilo. O principal composto aromático é o 2-pentil-furano.
As sementes são cultivadas devido às flores que produzem. As papoulas anuais e bienais costumam ser cultivadas a partir de sementes, pois não são difíceis de propagar e podem ser colocadas diretamente no solo durante o inverno. A papoula da Califórnia (Eschscholzia californica), por exemplo, é uma flor silvestre laranja impressionante que cresce no oeste e noroeste dos Estados Unidos.

## Produção
| Produção de sementes de papoula (toneladas) | Produção de sementes de papoula (toneladas) | Produção de sementes de papoula (toneladas) |
| País                                        | 2018                                        | média 2014–2018                             |
| ------------------------------------------- | ------------------------------------------- | ------------------------------------------- |
| Turquia                                     | 26,991                                      | 21,479                                      |
| Chéquia                                     | 13,666                                      | 22,739                                      |
| Espanha                                     | 12,360                                      | 11,812                                      |
| França                                      | 4,514                                       | 5,467                                       |
| Hungria                                     | 3,800                                       | 6,047                                       |
| Fonte: Nações Unidas                        |                                             |                                             |

Em 2018, a produção mundial de sementes de papoula foi de 76.240 toneladas, liderada pela Turquia, com 35% do total mundial, seguida pela República Tcheca e Espanha como outros grandes produtores (tabela).
A colheita de sementes de papoula pode ser um subproduto do cultivo de Papaver somniferum para ópio, palha de papoula ou tanto ópio quanto palha de papoula. Entretanto, a colheita de sementes de papoula de qualidade superior entra em conflito com a colheita de ópio, pois as sementes de papoula devem ser colhidas quando estiverem maduras, depois que a vagem da semente secar. Tradicionalmente, o ópio é colhido enquanto as vagens das sementes estão verdes e as sementes estão apenas começando a crescer e seu látex é abundante. A palha de papoula pode ser um subproduto do cultivo de sementes de papoula. Em comparação com a vagem e a palha, as sementes contêm níveis muito baixos de opiáceos. As sementes podem ser lavadas para obter o chá de papoula, mas é necessária uma grande quantidade, cerca de 300 a 400 g, dependendo dos níveis de opiáceos.
Como as sementes de papoula são relativamente caras, às vezes elas são misturadas com as sementes de amaranto, que são muito parecidas.

## Nutrição
Em uma quantidade de 100 gramas, as sementes de papoula fornecem 525 calorias e são uma rica fonte de tiamina, folato e vários minerais essenciais, incluindo cálcio, ferro, magnésio, manganês, fósforo e zinco (tabela). As sementes de papoula são compostas de 6% de água, 28% de carboidratos, 42% de gordura e 21% de proteína (tabela).

## Produtos alimentícios

### Sementes intactas
As sementes de papoula inteiras são amplamente usadas como tempero e decoração em e sobre muitos produtos de panificação e doces. Na América do Norte, elas são usadas em muitos alimentos, como muffins de papoula, torradas, bagels (como o bagel estilo Montreal), bialys e bolos, como o pão de ló. As sementes de papoula também podem ser usadas como sementes de gergelim, adicionadas a pães de hambúrguer ou para fazer uma barra de chocolate. As barras são feitas de sementes cozidas misturadas com açúcar ou mel. Isso é especialmente comum nos Bálcãs, na Grécia e até mesmo na culinária dos antigos países austro-húngaros.
A cor das sementes de papoula é importante em alguns usos. De acordo com o The Joy of Cooking, "as mais desejáveis vêm da Holanda e são de cor azul-ardósia." Quando usadas como espessante em alguns pratos, as sementes de papoula brancas são preferidas, pois causam menos impacto na cor do alimento. Em outros pratos, as sementes de papoula pretas são preferidas, para causar o máximo impacto. As sementes de papoula azul são usadas em vários pães e sobremesas alemães, bem como na culinária polonesa.

### Pasta

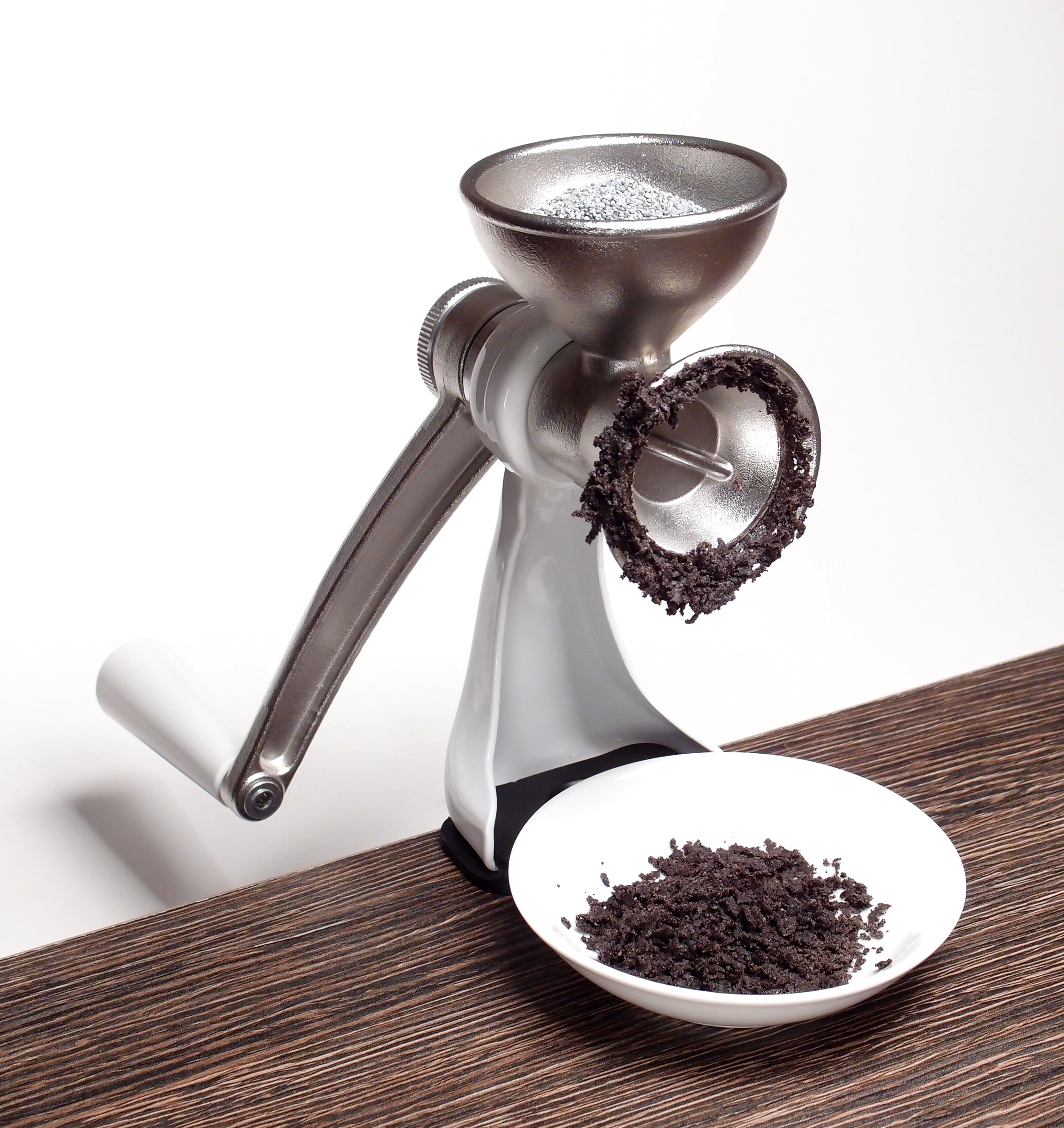
Moagem de sementes de papoula

As sementes de papoula podem ser moídas com uma ferramenta genérica, como um almofariz, um pequeno moedor de lâmina elétrico doméstico, ou com um moedor de sementes de papoula. Um moedor de sementes de papoula é um tipo de moedor de rebarbas com uma abertura que é muito estreita para que as sementes de papoula intactas passem. O moedor de rebarbas produz uma pasta mais uniforme e menos oleosa do que as outras ferramentas.
A pasta de sementes de papoula é usada para recheios de doces, às vezes misturada com manteiga ou leite e açúcar. O recheio moído é usado em pães de semente de papoula e em alguns croissants e pode ser aromatizado com raspas de limão ou laranja, rum e baunilha com passas, creme de leite, canela e amêndoas ou nozes picadas e branqueadas. Para produtos assados doces, às vezes, em vez de açúcar, substitui-se uma colher de sopa de geleia ou outro agente aglutinante doce, como xarope. As sementes de papoula para recheios são melhores quando são moídas finamente e na hora, pois isso faz uma grande diferença na textura e no sabor do recheio da massa.
A pasta de sementes de papoula está disponível comercialmente, em latas. As sementes de papoula são muito ricas em óleo, portanto, as pastas comerciais normalmente contêm açúcar, água e um emulsificante, como a lecitina de soja, para evitar que a pasta se separe. As pastas comerciais também contêm conservantes de alimentos para evitar que fiquem rançosas.

### Óleo de papoula
As sementes de papoula são prensadas para formar o óleo de papoula, um óleo comercial valioso que tem vários usos culinários e industriais.

### Outros usos
As sementes de papoula são frequentemente usadas como sementes para pássaros e, nesse caso, são geralmente chamadas de sementes de maw.

## Uso por cozinha
As sementes de papoula são usadas em todo o mundo em várias culinárias.

### Culinária europeia

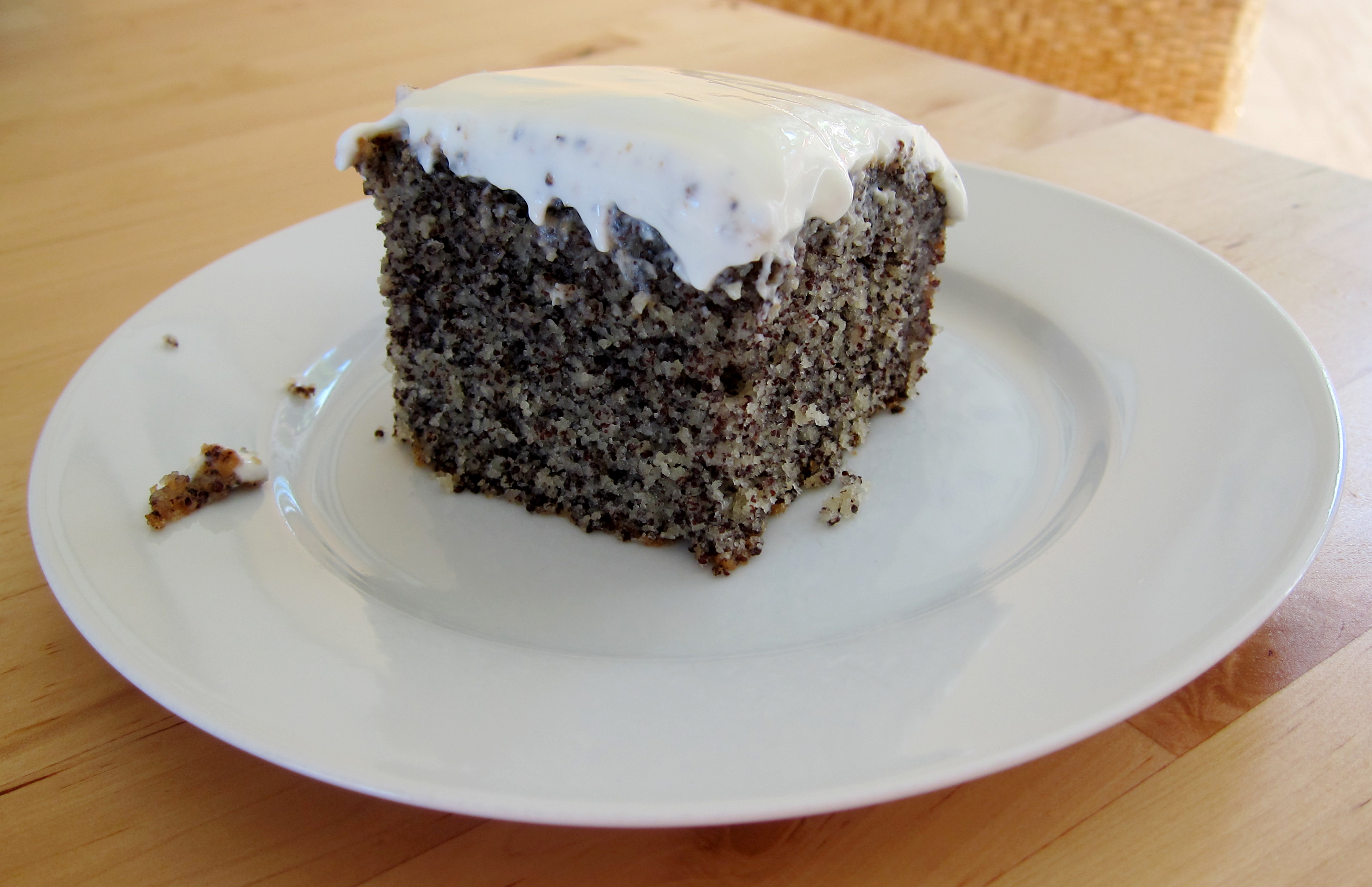
Bolo turco de semente de papoula

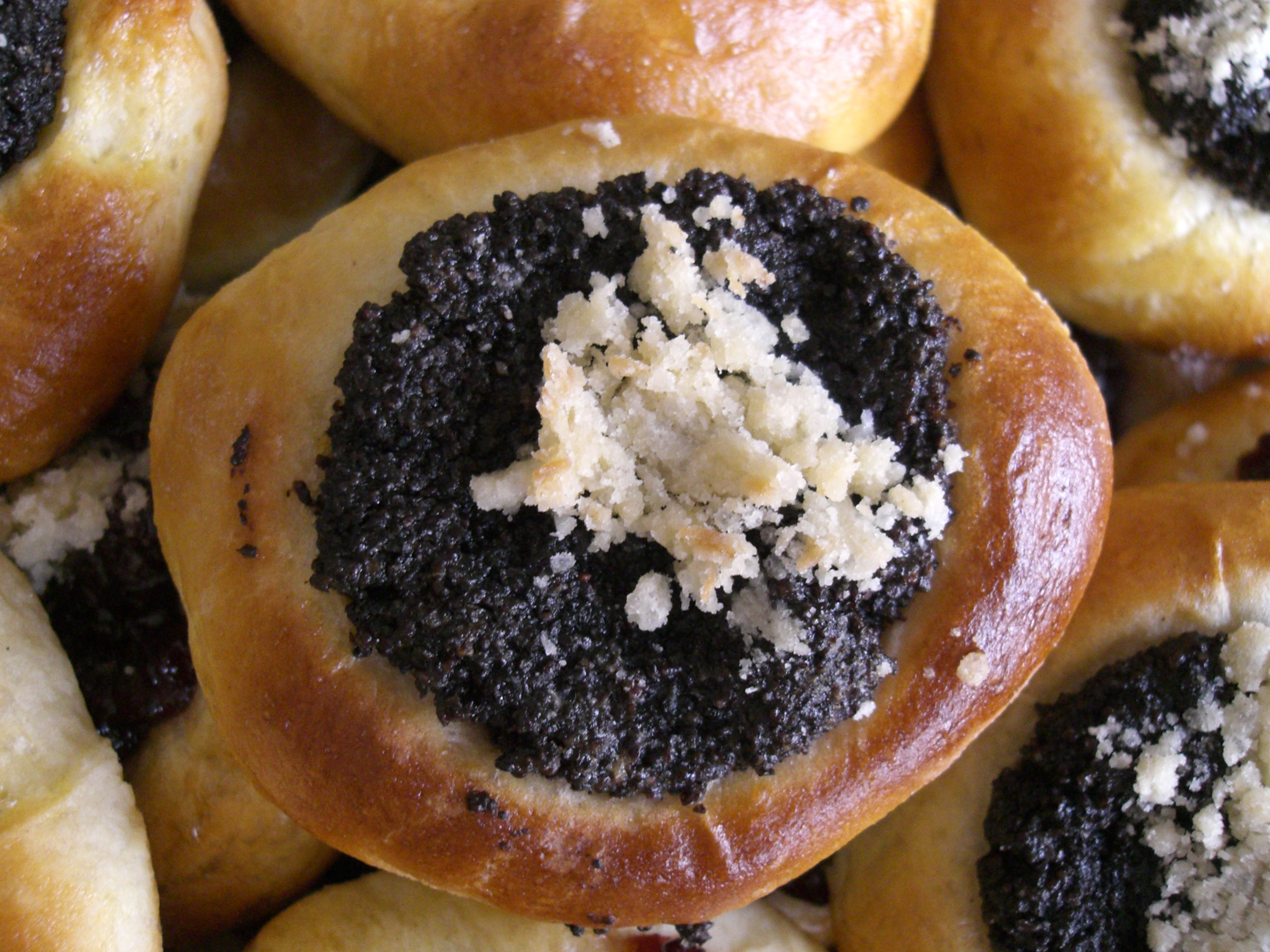
Bolo tcheco recheado com papoula azul

Em toda a Europa, pães e bolos brancos macios são frequentemente polvilhados com sementes de papoula preta e branca (por exemplo no cozonac, kalach, kolache e kołacz). As sementes da papoula azul tcheca (cultivares de segurança alimentar Papaver somniferum) são amplamente consumidas em muitas partes da Europa Central e Oriental. As sementes maduras moídas e açucaradas são consumidas com macarrão ou são fervidas com leite e usadas como recheio ou cobertura em vários tipos de pastelaria doce. A moagem das sementes maduras é realizada industrialmente ou em casa, onde geralmente é feita com um moinho manual.
As sementes de papoula azul são amplamente usadas nas cozinhas austríaca, croata, tcheca, dinamarquesa, alemã, húngara, lituana, polonesa, romena, russa, sérvia, eslovaca, eslovena, turca e ucraniana.

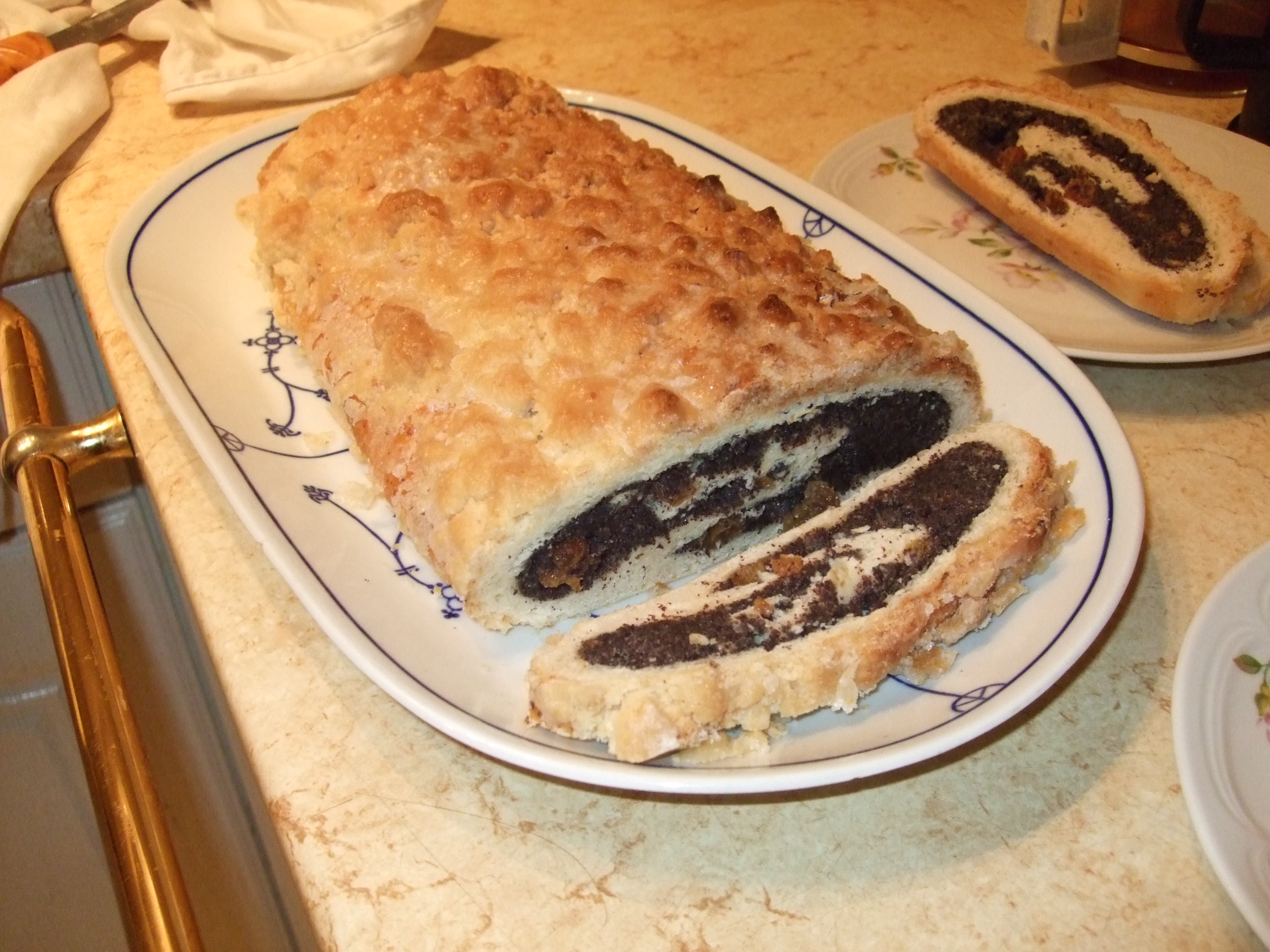
Mohnstollen alemão

Os estados da antiga Iugoslávia (principalmente a Macedônia do Norte e a Sérvia, mas também a Croácia e a Bósnia) têm uma longa tradição de preparar doces de sementes de papoula (štrudla, baklava, pajgle) e pratos (macarrão com sementes de papoula). Na Eslovênia, as sementes de papoula azul são usadas em pratos tradicionais, como prekmurska gibanica e makova potica.

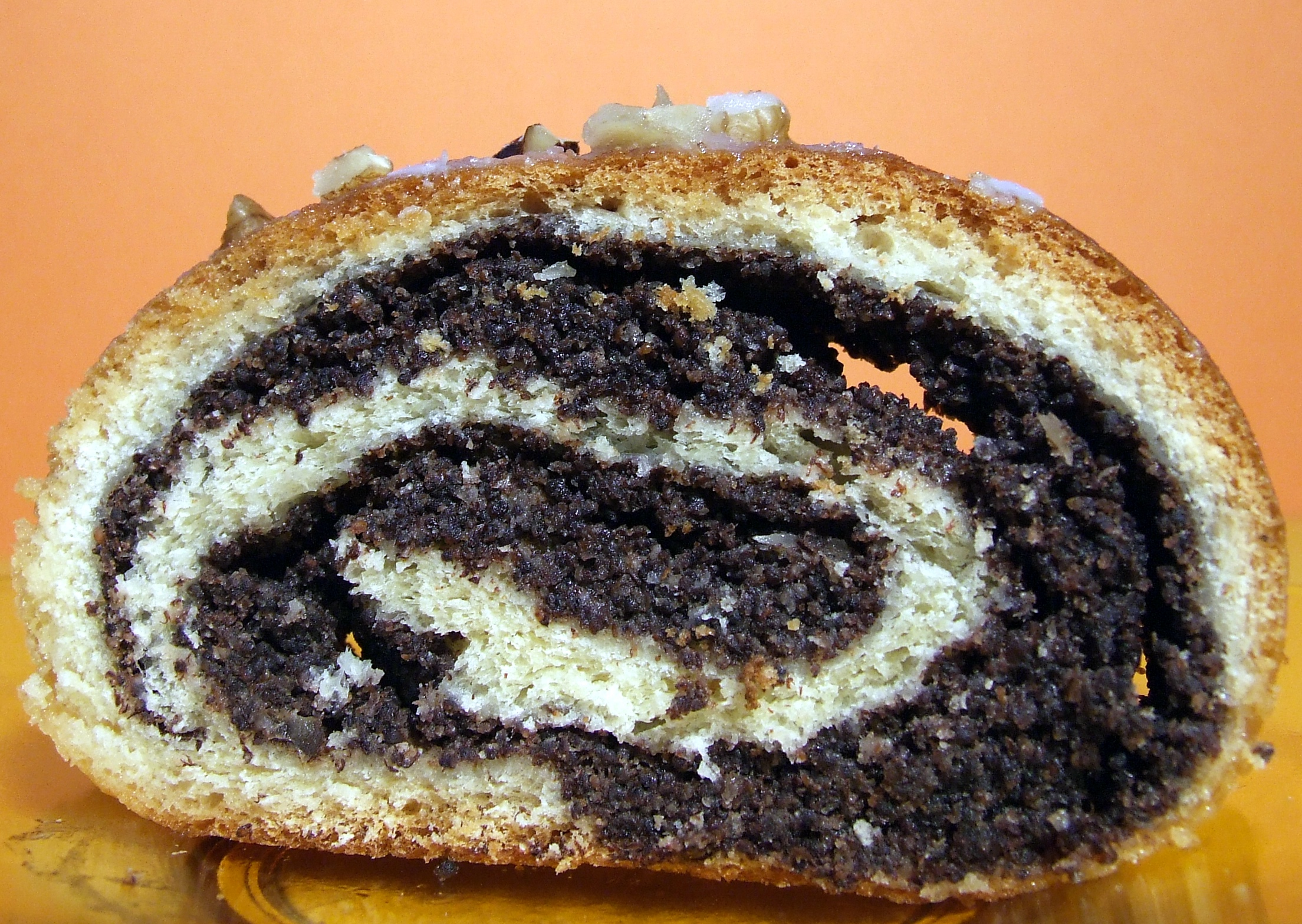
Em polonês makowiec, em eslovaco makovník, um rolo de nozes recheado com pasta de sementes de papoula

Na Polônia, Hungria, Lituânia e Eslováquia Oriental, uma sobremesa tradicional é preparada para a ceia de Natal com sementes de papoula. Elas são moídas e misturadas com água ou leite; biscoitos redondos de fermento (kūčiukai em lituano; opekance ou bobalky em eslovaco) são embebidos no "leite" de sementes de papoula resultante (leite de papoula) e servidos frios.
Na Europa Central, o strudel de papoula é muito popular, especialmente durante o Natal. Na Alemanha, na Polônia e nos países pertencentes ao antigo Império Austro-Húngaro, os bolos de sementes de papoula chamados Mohnkuchen são frequentemente consumidos na época do Natal. As receitas de Mohnstriezel usam sementes de papoula embebidas em água por duas horas ou fervidas em leite. Uma receita de bolo ucraniano de sementes de papoula recomenda preparar as sementes mergulhando-as em água fervente, coando-as e deixando-as de molho no leite durante a noite.

#### Culinária judaica
Na culinária judaica do Leste Europeu, os doces recheados com sementes de papoula preta em uma pasta açucarada são tradicionais durante o Purim, que ocorre exatamente um mês antes do Pessach e aproximadamente um mês antes da Páscoa. Os doces tradicionais incluem o kalács de sementes de papoula e o hamantashen, ambos às vezes conhecidos como beigli (também escrito bejgli). O homentasch de semente de papoula era o principal alimento tradicional consumido pelos judeus asquenazes no Purim até que o recheio foi substituído por outros recheios de frutas e nozes. Os doces de semente de papoula são comuns em padarias e delicatessens judaicas nos Estados Unidos.

### Culinária indiana

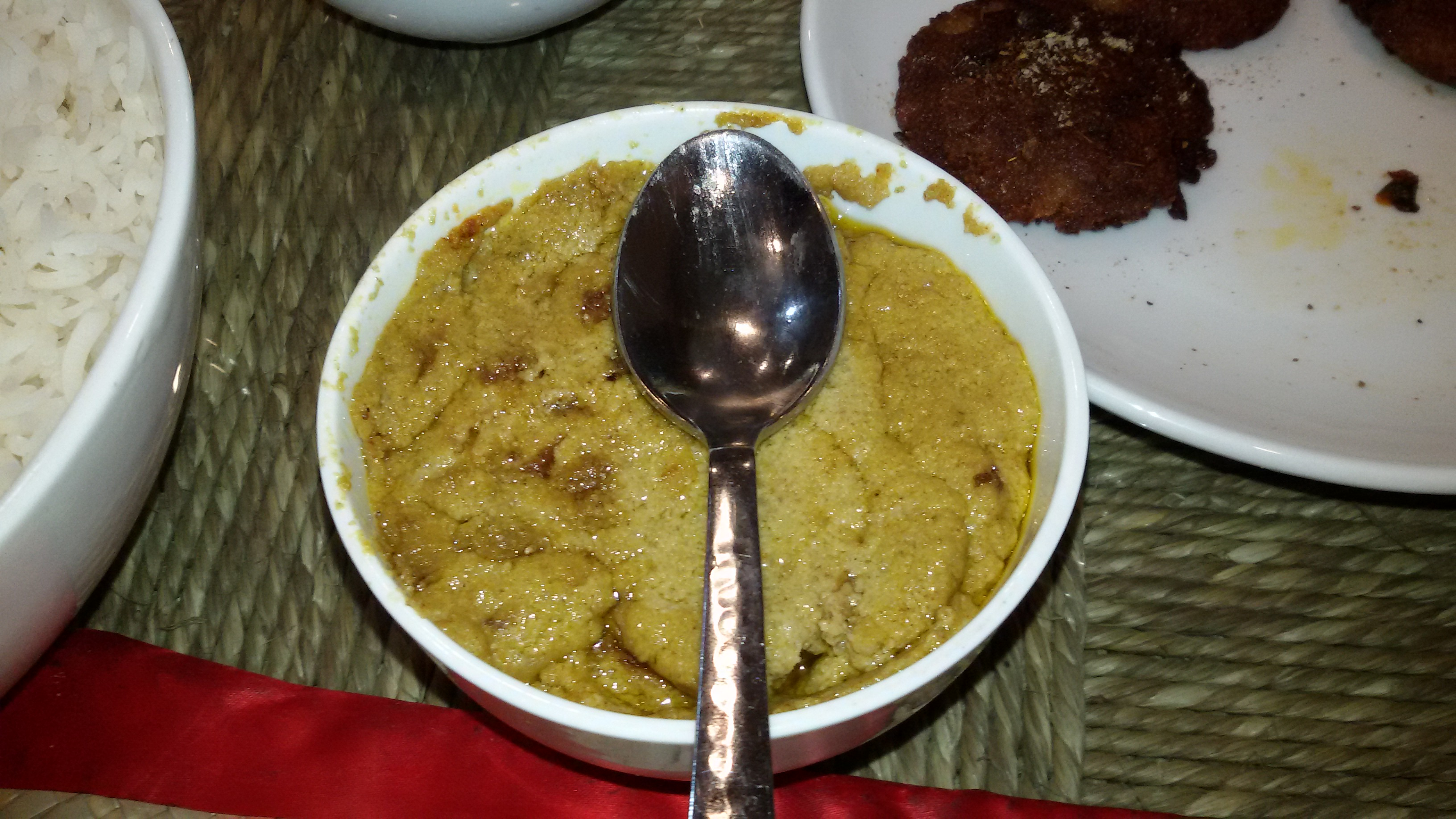
Bati posto de Bengala Ocidental

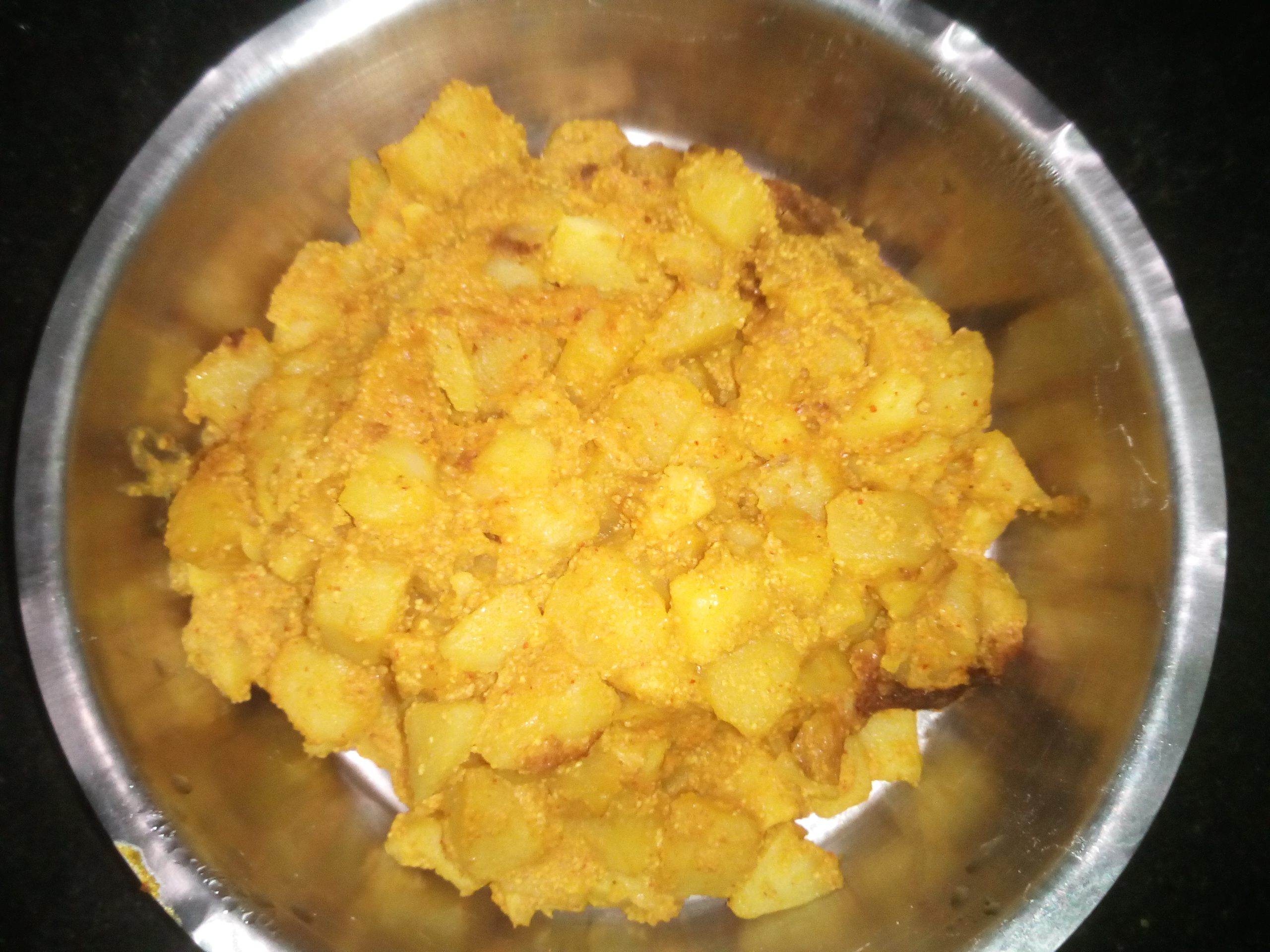
Aloo posto

Na culinária indiana, especialmente na culinária bengali, as sementes de papoula branca são adicionadas às receitas para dar espessura, textura e sabor. Comumente usadas na preparação de korma, as sementes de papoula moídas, juntamente com coco e outras especiarias, são combinadas em uma pasta adicionada durante o cozimento. As sementes de papoula são amplamente usadas em muitas cozinhas regionais indianas. Um prato originário de Khulna é o aloo posto (batata e sementes de papoula), que consiste em sementes de papoula moídas cozidas junto com batatas e transformadas em um produto macio e rico, que às vezes é consumido com arroz. Há muitas variantes desse prato básico, substituindo ou complementando as batatas por outros ingredientes, como cebolas (penyaj posto), cabaça pontiaguda (potol posto), bucha-de-purga (jhinge posto), frango (murgi posto) e camarões (chingri posto). O chadachadi é outro prato da culinária bengali e inclui longas tiras de legumes, às vezes com a adição de talos de folhas verdes, tudo levemente temperado com especiarias como mostarda ou sementes de papoula e aromatizado com um phoron. Um prato envolve grelhar hambúrgueres feitos de posto, às vezes fritando-os (postor bora). Outro prato consiste simplesmente em misturar sementes de papoula moídas cruas (kancha posto) com óleo de mostarda, pimentas verdes picadas, cebolas frescas e arroz. O kacha posto bata (pasta de sementes de papoula cruas) com óleo de mostarda é um prato muito popular em Bengala Ocidental e em Bangladesh. As sementes de papoula são muito usadas na Caxemira como cobertura de vários pães, especialmente o kulcha.
As sementes de papoula, juntamente com as sementes de tulsi (manjericão), são adicionadas a bebidas como thandai, sharbat, milkshakes, leite de rosas, leite de amêndoas e leite khus khus.

## Efeitos sobre a saúde
A alergia (hipersensibilidade tipo 1) às sementes de papoula é rara, mas já foi relatada e pode causar anafilaxia.

### Testes de drogas falsos positivos
Embora a droga ópio seja produzida pela "ordenha" do látex dos frutos verdes ("vagens") e não das sementes da papoula, todas as partes da planta podem conter ou transportar os alcaloides do ópio, especialmente a morfina e a codeína, Isso significa que a ingestão de alimentos (por exemplo, bagels) que contenham sementes de papoula pode resultar em um falso positivo para opiáceos em um teste de drogas. No entanto, os resultados fornecidos não serão os mesmos para alguém que usa opiáceos. Para minimizar os problemas causados por falsos positivos para atletas de competição, a USADA recomenda que os atletas de competição se abstenham de comer alimentos que contenham sementes de papoula vários dias antes de um evento competitivo.

## Statuslegal
A venda de sementes de papoula da Papaver somniferum é proibida em Cingapura por causa do teor de morfina. As sementes de papoula também são proibidas em Taiwan, principalmente devido ao risco de que as sementes viáveis sejam vendidas e usadas para cultivar papoulas do ópio.
A China proíbe misturas de especiarias feitas de sementes de papoula e vagens de sementes de papoula devido aos traços de opiáceos nelas contidos, pelo menos desde 2005.
Apesar de seu uso atual na culinária árabe como tempero para pães, as sementes de papoula também são proibidas na Arábia Saudita por várias razões religiosas e de controle de drogas. Em um caso extremo nos Emirados Árabes Unidos, sementes de papoula encontradas nas roupas de um viajante levaram à prisão. Preocupações foram levantadas na Malásia pelo deputado Datuk Mohd Said Yusof, que alegou em 2005 que os restaurantes mamak usavam sementes de papoula em sua culinária para deixar os clientes viciados.
Na Rússia, é ilegal cultivar plantas que produzem ópio do gênero Papaver, embora a venda de sementes de papoula não seja restrita na maioria das regiões.

### Viajantes internacionais
Como as sementes de papoula causam resultados falsos positivos em testes de drogas, é aconselhável nos aeroportos da Índia não levar esses itens para outros países, onde isso pode resultar em punições com base em resultados falsos positivos. Os viajantes para os Emirados Árabes Unidos são especialmente propensos a dificuldades e punições severas.
Em Cingapura, as sementes de papoula são classificadas como "mercadorias proibidas" pelo Escritório Central de Narcóticos (CNB).

## Galeria

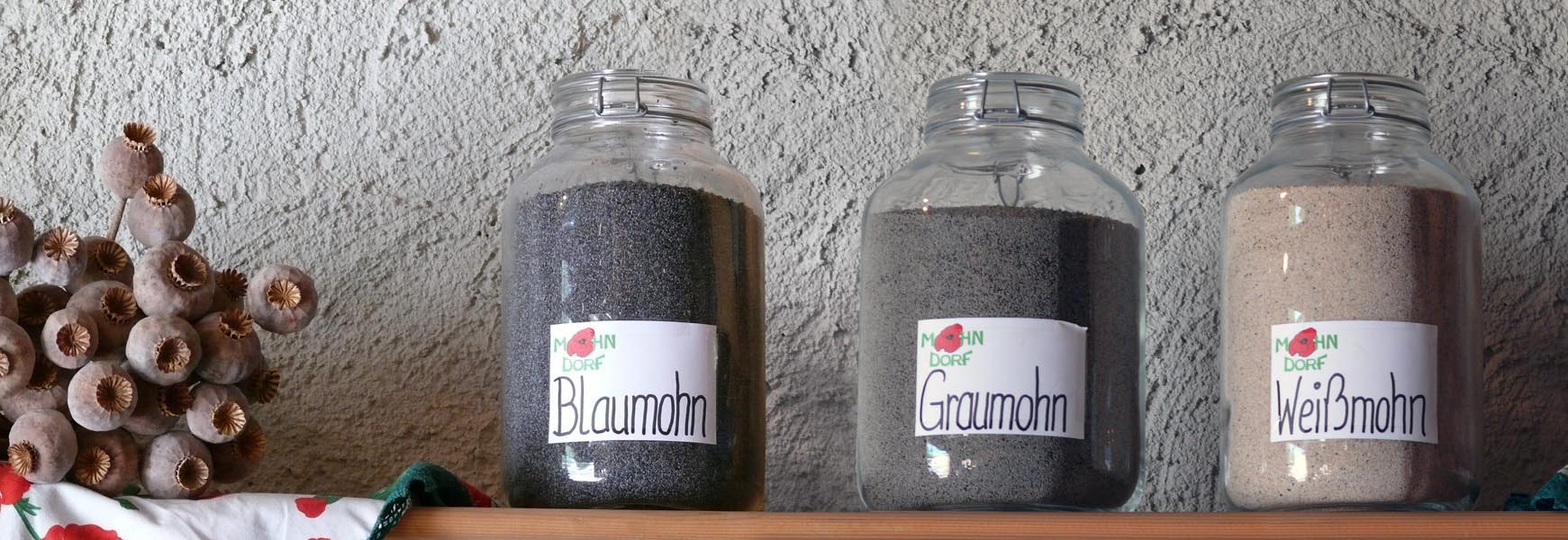
Vagens de sementes de papoula secas ao lado de potes de vidro com sementes de papoula azuis, cinzas e brancas usadas em doces na Alemanha.
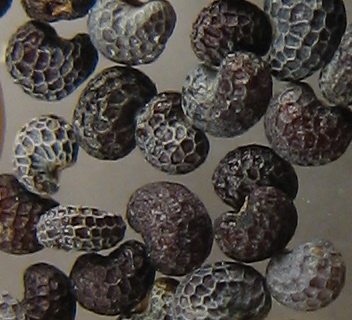
Fotografia macro de sementes de papoula.
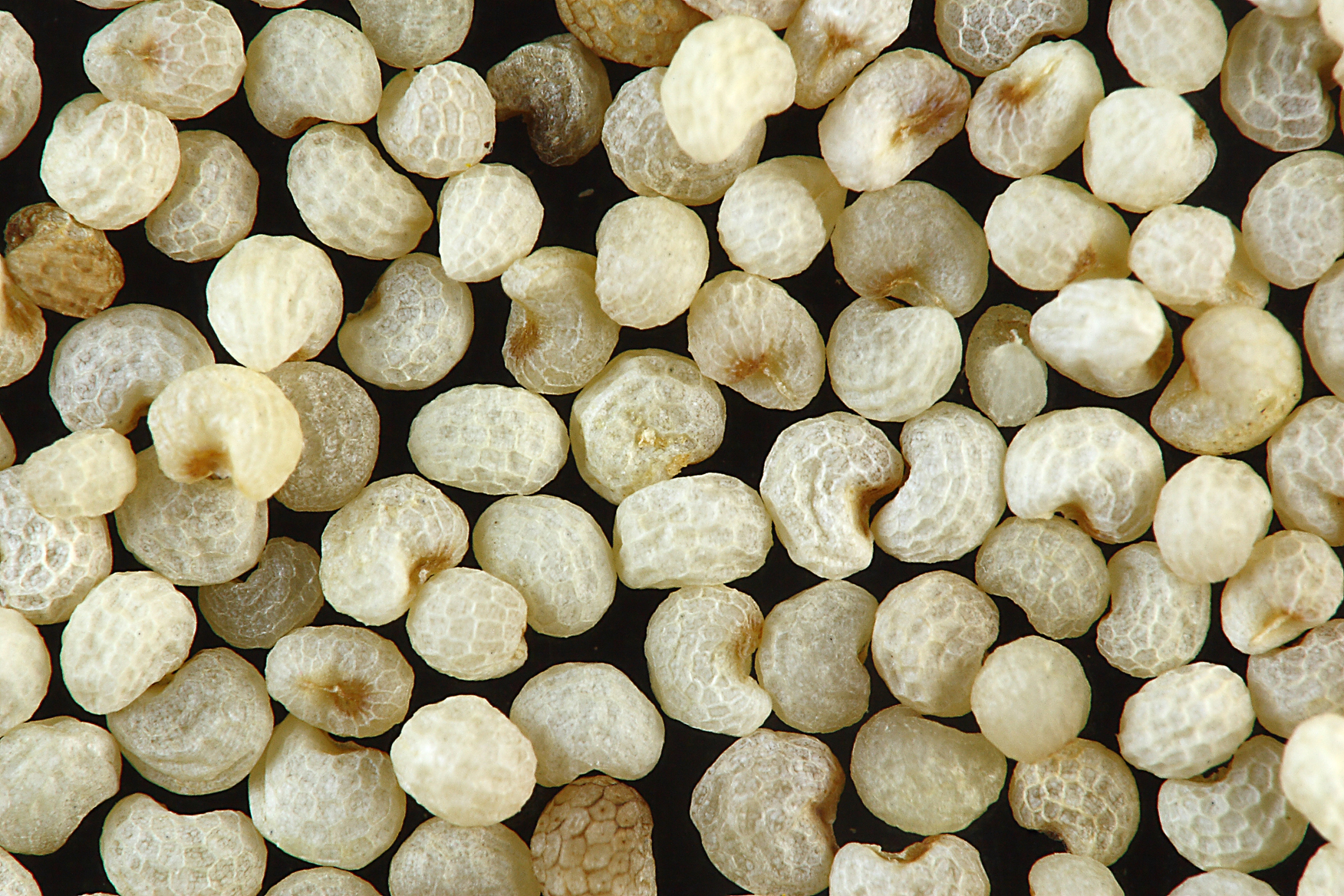
Sementes de papoula branca, em close.
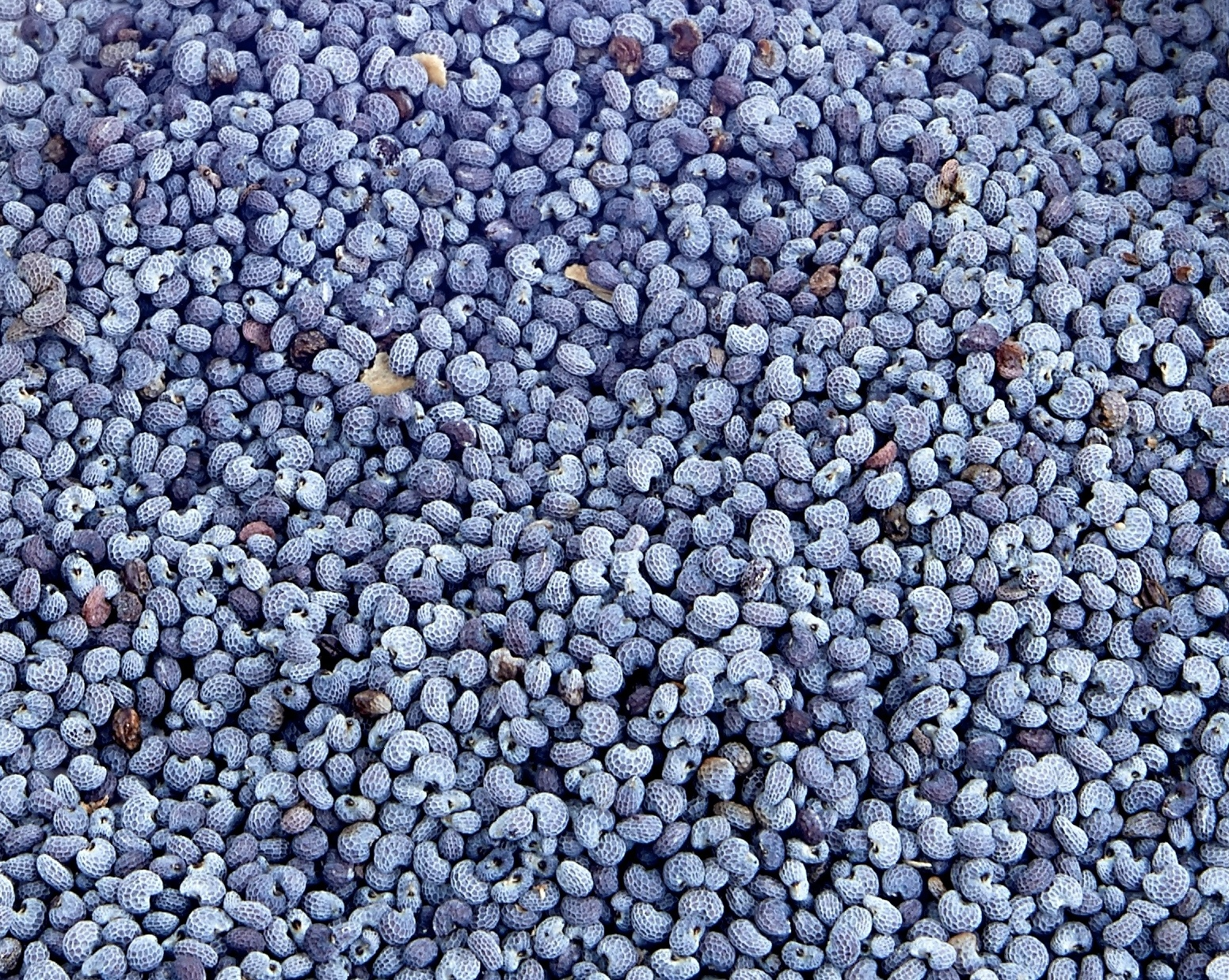
Sementes de papoula azul tcheca (como alimento)
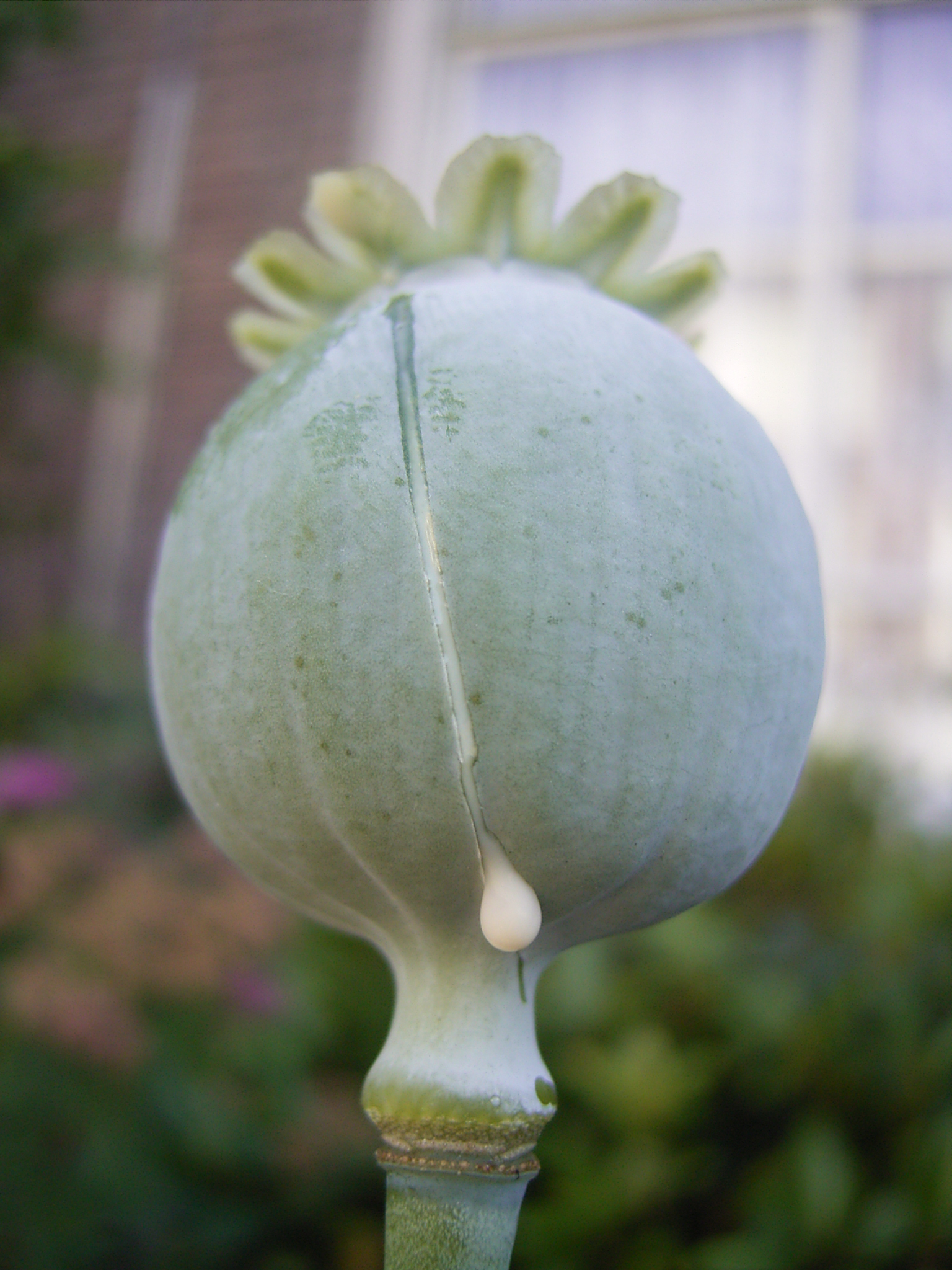
Uma vagem de semente verde cortada com látex fresco.
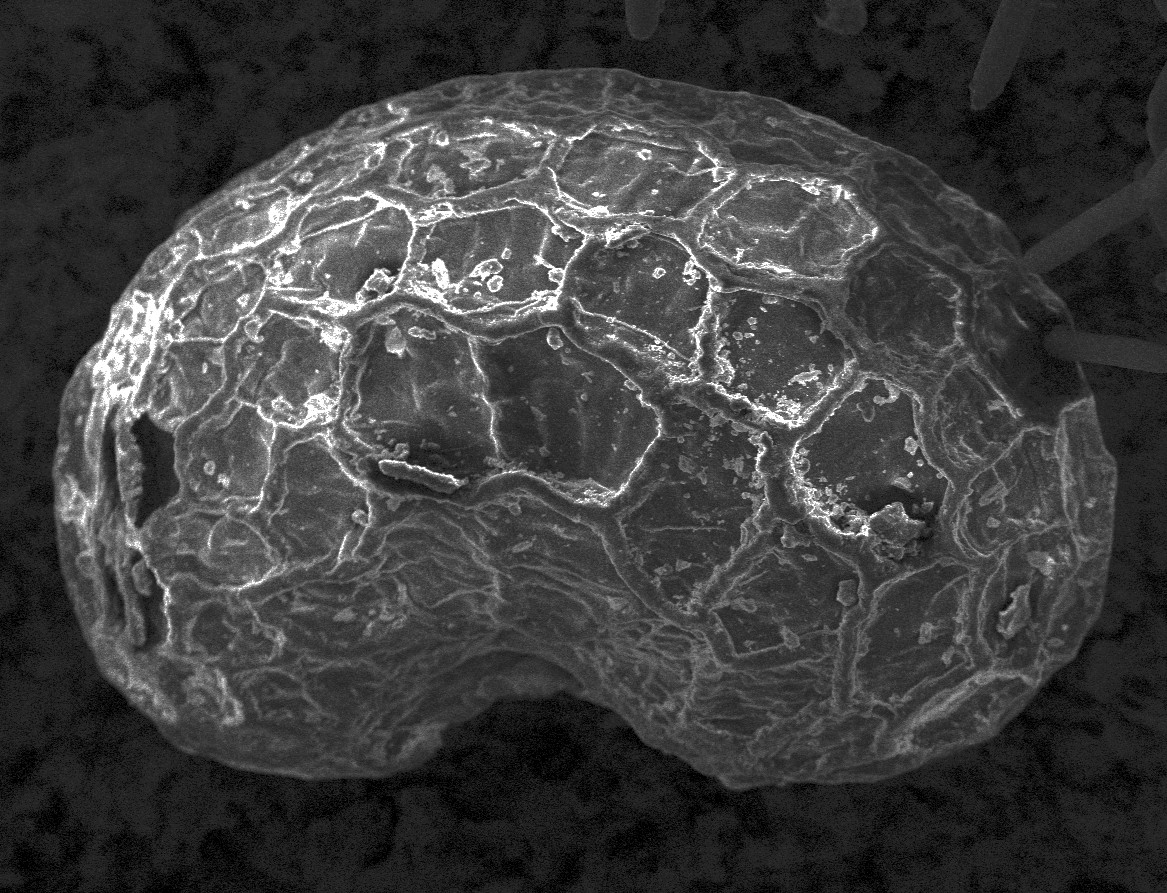
Micrografia eletrônica de uma semente de papoula.
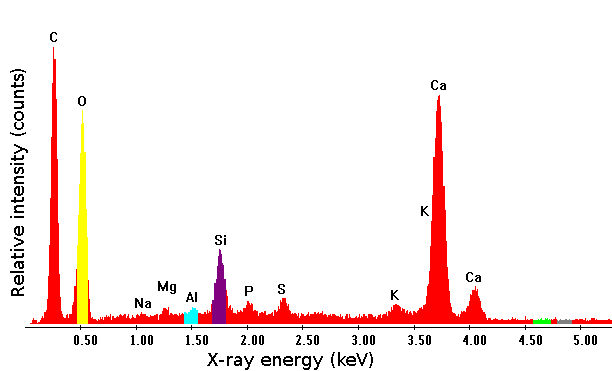
Análise de raios X por dispersão de energia mostrando alto teor de cálcio e outros elementos minerais na semente.